# Спорофит
Спорофи́т — диплоидная многоклеточная фаза в жизненном цикле растений, развивающаяся из оплодотворённой яйцеклетки или зиготы и производящая споры.
Развивается из оплодотворенной яйцеклетки, или зиготы. На спорофите в специальных органах — спорангиях — в результате мейоза развиваются гаплоидные споры. У многих растений (разноспоровые плауны и разноспоровые папоротники, а также голосеменные и цветковые) спорангии делятся на два типа: макро- и микроспорангии. Макроспорангии производят макроспоры, а микроспорангии — микроспоры. Из макроспор развиваются женские гаметофиты, а из микроспор — мужские.
В разных группах растений и водорослей спорофит развит в различной степени. У цветковых растений, голосеменных и сосудистых споровых (плауны, хвощи и папоротники) спорофит значительно крупнее гаметофита. Собственно, всё, что мы обычно называем растением, и есть его спорофит. Гаметофиты семенных растений большую часть жизни проводят в оболочке микроспоры, зрелое пыльцевое зерно–это мужской гаметофит, а макроспоры находятся в семязачатках,из них развивается женский гаметофит—зародышевый мешок), а у сосудистых споровых гаметофит — маленькое, но самостоятельное многоклеточное растение. У мхов, напротив, в жизненном цикле доминирует гаметофит. Спорофит быстро усыхает и состоит только из ножки и колпачка-спорангия со спорами.